# الطريق الجهوية رقم 111 (تونس)
الطريق الجهوية رقم 111 أو ط ج 111 طريق ثانوية بالجنوب التونسي تصل بين الطريق الوطنية رقم 1 (غرب مدينة بنقردان) ومدينة تطاوين، وهي تتقاطع مع الطريق الجهوية رقم 115 والطريق المحلية رقم 996.